# Mickey Sumner

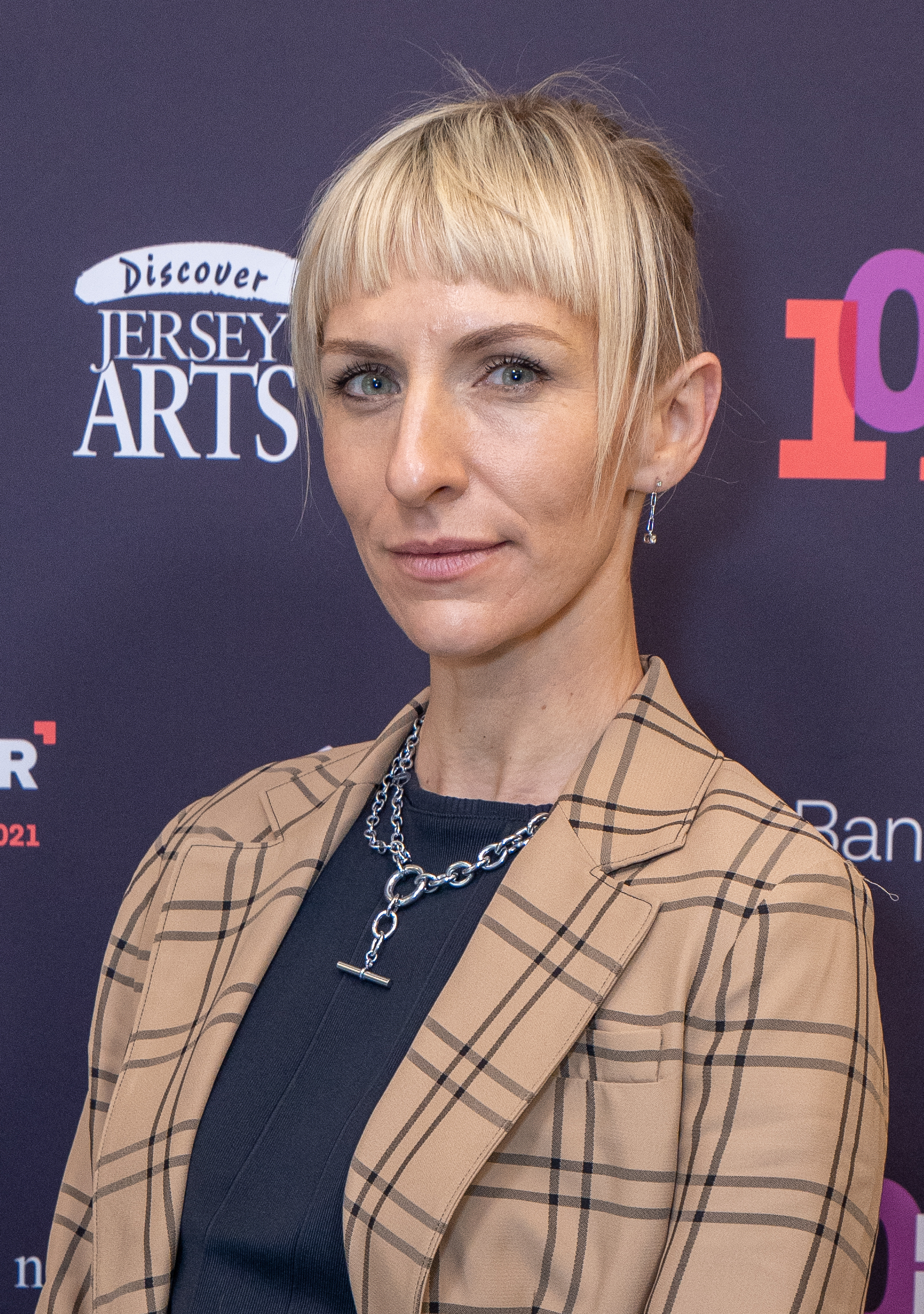
Mickey Sumner, 2021

Brigitte Michael „Mickey“ Sumner (* 19. Januar 1984 in London) ist eine britische Schauspielerin.

## Karriere
Sumner spielte zu Beginn ihrer Karriere ab 2006 Rollen in verschiedenen Kurzfilmen. 2011 spielte sie in vier Folgen der Showtime-Serie Die Borgias die Rolle der Francesca.
Im von Kritikern gelobten Independent-Film Frances Ha spielte sie an der Seite von Greta Gerwig die Rolle der Sophie Levee. Im Jahr 2013 spielte Sumner die Rolle der Patti Smith im Film CBGB und hatte im April ihr Theaterdebüt im Stück The Lying Lesson in der Atlantic Theater Company. Darüber hinaus hatte sie 2013, in sechs Folgen, eine Nebenrolle in der britischen Miniserie Low Winter Sun.
Seit 2020 ist Sumner in der Serie Snowpiecer in einer Hauptrolle zu sehen.

## Leben
Sumner wurde am 19. Januar 1984 im Portland Hospital in London geboren. Sie ist das älteste der vier gemeinsamen Kinder des britischen Musikers Sting (Bürgerlicher Name Gordon Matthew Thomas Sumner) und seiner Ehefrau, der Schauspielerin Trudie Styler. Im Juni 2016 verlobte sie sich mit Chris Kantrowitz, dem CEO von Gobbler, im Juli 2017 heirateten die beiden in Tuscania, Italien.

## Filmografie (Auswahl)
- 2009: Nice to Meet You
- 2011: Die Borgias (The Borgias, Fernsehserie, 4 Folgen)
- 2012: Missed Connections
- 2012: Frances Ha
- 2013: Low Winter Sun (Fernsehserie, 6 Folgen)
- 2014: The End of the Tour
- 2015: Anesthesia
- 2015: Mistress America
- 2016: Two for One
- 2016: Half The Perfect World
- 2017: Caught
- 2017: Battle of the Sexes – Gegen jede Regel (Battle of The Sexes)
- 2017: The Meyerowitz Stories (New and Selected)
- 2017: Barry Seal: Only in America (American Made)
- 2019: Marriage Story
- 2019: Now Is Everything
- 2020–2024: Snowpiercer (Fernsehserie)
- 2021: With/In
- 2021: Where Are You
- 2024: A Mistake